# Semicaducifoli

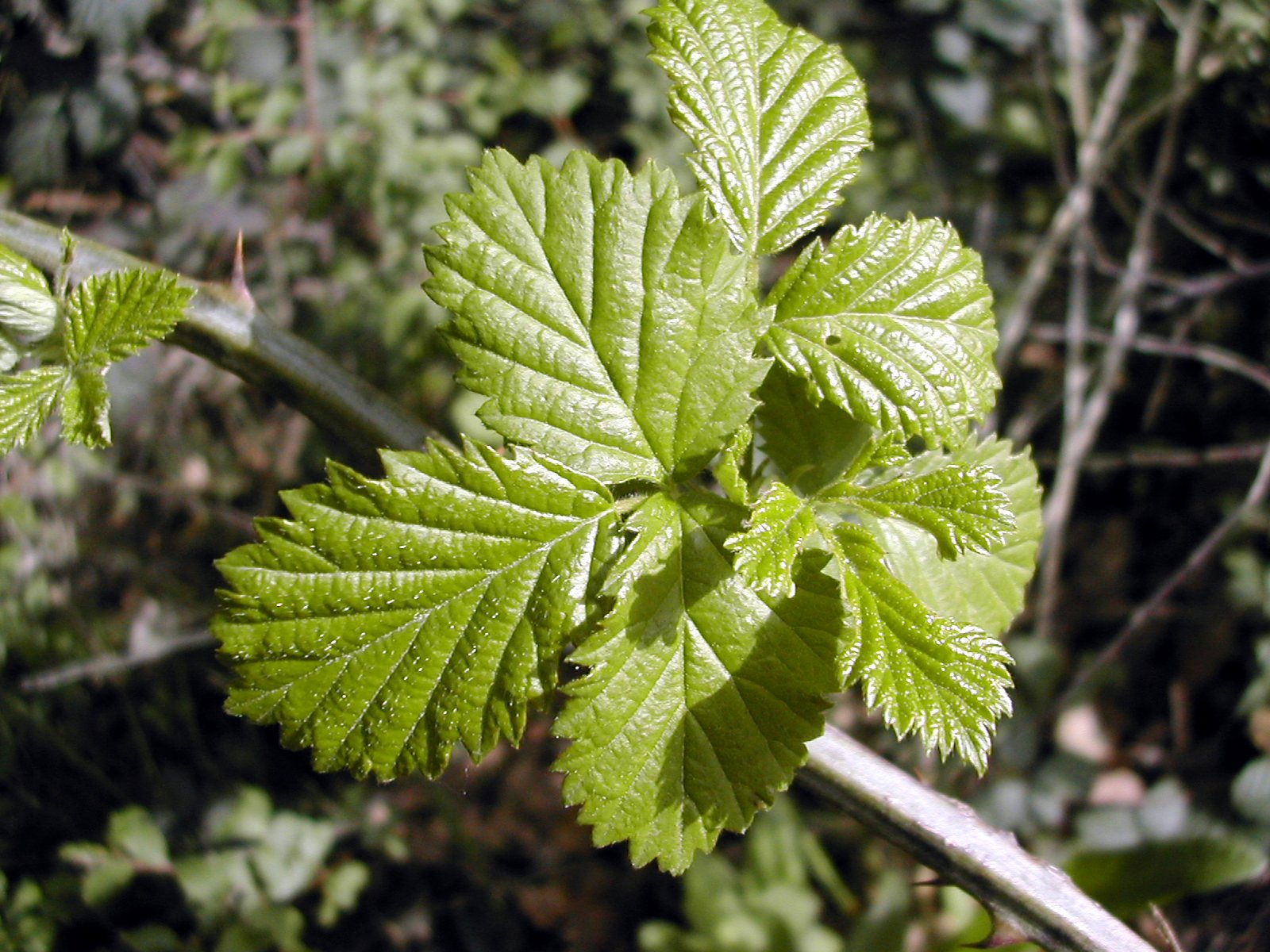
Les fulles dels esbarzers tenen una taxa de caiguda que depèn del fred que fa

Els vegetals semicaducifolis són els que perden el fullatge a causa de la influència de l'ambient exterior (estació desfavorable, depenent dels anys) i no pas segons un ritme endogen.
No s'ha de confondre amb els vegetals amb fulles marcescents, com alguns roures submediterranis que tenen fulles que es mantenen seques a l'arbre fins que no apareixen les noves.
A països tropicals amb una estació seca, una part de les espècies perden les fulles durant el període sec. Per exemple, a Cuba ho fan la palmera reial (Oreodoxa regia) i la yagruma (Cecropia peltata).

## Exemples
- Esbarzer
- Olivereta
- Tipuana tipu